# Kew Gardens-Union Turnpike
Kew Gardens-Union Turnpike è una stazione della metropolitana di New York situata sulla linea IND Queens Boulevard. Nel 2019 è stata utilizzata da 7 625 674 passeggeri. È servita sempre dalle linee E ed F, attive 24 ore su 24.

## Storia
La stazione fu aperta il 31 dicembre 1936. È stata ristrutturata tra luglio 2006 e luglio 2008.

## Strutture e impianti
La stazione è sotterranea, ha due banchine ad isola e quattro binari, i due esterni per i treni locali e i due interni per quelli espressi. È posta al di sotto di Queens Boulevard e possiede sei ingressi. Un ascensore posizionato all'incrocio tra Kew Gardens Road e Union Turnpike rende la stazione accessibile alle persone con disabilità motoria.

## Interscambi
La stazione è servita da alcune autolinee gestite da MTA Bus e NYCT Bus.
- Fermata autobus